# NHL Amateur Draft 1971
L'NHL Amateur Draft 1971 è stato il 9º draft della National Hockey League. Si è tenuto il 10 giugno 1971 presso il Queen Elizabeth Hotel di Montréal.
Il nono NHL Amateur Draft rivelò quanto le selezioni del draft fossero divenute una merce di scambio fra le squadre. Nelle ultime stagioni era divenuta prassi per le squadre più forti cedere alcuni veterani in cambio delle scelte al primo giro. Un chiaro esempio di come le squadre più influenti potessero condizionare il Draft avvenne dopo la cessione da parte dei Montreal Canadiens di Ralph Backstrom ai Los Angeles Kings il 26 gennaio 1971. I Canadiens già possedevano la prima scelta assoluta di California nel Draft 1971, tuttavia Los Angeles temeva di essere scavalcata nella classifica finale dai California Golden Seals. Aiutando i Kings con quella cessione i Canadiens mantennero i Golden Seals in ultima posizione permettendo loro di selezionare il futuro membro della Hockey Hall of Fame Guy Lafleur grazie alla prima scelta di California. In totale sei delle prime quattordici scelte furono al centro di scambi prima dell'inizio del draft. L'allora presidente della NHL Clarence Campbell si dichiarò preoccupato per questo fenomeno che avrebbe impedito lo sviluppo a lungo termine degli expansion team a vantaggio delle squadre preesistenti.
I Montreal Canadiens selezionarono il centro Guy Lafleur dai Quebec Remparts, i Detroit Red Wings invece come seconda scelta puntarono sul centro Marcel Dionne, proveniente dai St. Catharines Black Hawks, mentre i Vancouver Canucks scelsero in terza posizione il difensore Jocelyn Guevremont dei Montreal Junior Canadiens. Fra i 117 giocatori selezionati 63 erano attaccanti, 45 erano difensori mentre 9 erano portieri. Dei giocatori scelti 50 giocarono in NHL, 3 vinsero la Stanley Cup mentre 3 di loro entrarono a far parte della Hockey Hall of Fame.

## Turni
|  | = NHL All-Star |  |  | = NHL All-Star e NHL All-Star Team |  |  | = Membro della Hall of Fame |

Legenda delle posizioni

A = Attaccante   AD = Ala destra   AS = Ala sinistra   C = Centro   D = Difensore   P = Portiere

### Primo giro
| #  | Giocatore              | Nazionalità | Squadra NHL                        | Squadra di provenienza         |
| -- | ---------------------- | ----------- | ---------------------------------- | ------------------------------ |
| 1  | Guy Lafleur (C)        | Canada      | Montreal Canadiens (da California) | Québec Remparts (QMJHL)        |
| 2  | Marcel Dionne (C)      | Canada      | Detroit Red Wings                  | St. Catharines B.Hawks (OHA)   |
| 3  | Jocelyn Guevremont (D) | Canada      | Vancouver Canucks                  | Canadien Jr. de Montréal (OHA) |
| 4  | Gene Carr (C)          | Canada      | St. Louis Blues (da Pittsburgh)    | Flin Flon Bombers (WCJHL)      |
| 5  | Rick Martin (AS)       | Canada      | Buffalo Sabres                     | Canadien Jr. de Montréal (OHA) |
| 6  | Ron Jones (D)          | Canada      | Boston Bruins (da Los Angeles)     | Edmonton Oil Kings (WCJHL)     |
| 7  | Chuck Arnason (AD)     | Canada      | Montreal Canadiens (da Minnesota)  | Flin Flon Bombers (WCJHL)      |
| 8  | Larry Wright (C)       | Canada      | Philadelphia Flyers                | Regina Pats (WCJHL)            |
| 9  | Pierre Plante (D)      | Canada      | Philadelphia Flyers (da Toronto)   | Drummondville Rangers (QMJHL)  |
| 10 | Steve Vickers (C)      | Canada      | New York Rangers (da St. Louis)    | Toronto Marlboros (OHA)        |
| 11 | Murray Wilson (AS)     | Canada      | Montreal Canadiens                 | Ottawa 67's (OHA)              |
| 12 | Dan Spring (C)         | Canada      | Chicago Blackhawks                 | Edmonton Oil Kings (WCJHL)     |
| 13 | Steve Durbano (D)      | Canada      | New York Rangers                   | Toronto Marlboros (OHA)        |
| 14 | Terry O'Reilly (AD)    | Canada      | Boston Bruins                      | Oshawa Generals (OHA)          |

### Secondo giro
| #  | Giocatore           | Nazionalità | Squadra NHL                           | Squadra di provenienza         |
| -- | ------------------- | ----------- | ------------------------------------- | ------------------------------ |
| 15 | Ken Baird (D)       | Canada      | California Golden Seals               | Flin Flon Bombers (WCJHL)      |
| 16 | Henry Boucha (C)    | Stati Uniti | Detroit Red Wings                     | USA Hockey NTDP                |
| 17 | Bobby Lalonde (C)   | Canada      | Vancouver Canucks                     | Canadien Jr. de Montréal (OHA) |
| 18 | Brian McKenzie (AS) | Canada      | Pittsburgh Penguins                   | St. Catharines B.Hawks (OHA)   |
| 19 | Craig Ramsay (AS)   | Canada      | Buffalo Sabres                        | Peterborough Petes (OHA)       |
| 20 | Larry Robinson (D)  | Canada      | Montreal Canadiens (da Los Angeles)   | Kitchener Rangers (OHA)        |
| 21 | Rod Norrish (AS)    | Canada      | Minnesota North Stars                 | Regina Pats (WCJHL)            |
| 22 | Rick Kehoe (AD)     | Canada      | Toronto Maple Leafs (da Philadelphia) | Hamilton Red Wings (OHA)       |
| 23 | Dave Fortier (D)    | Canada      | Toronto Maple Leafs                   | St. Catharines B.Hawks (OHA)   |
| 24 | Michel DeGuise (P)  | Canada      | Montreal Canadiens (da St. Louis)     | Sorel Éperviers (QMJHL)        |
| 25 | Terry French (C)    | Canada      | Montreal Canadiens                    | Ottawa 67's (OHA)              |
| 26 | Dave Kryskow (AS)   | Canada      | Chicago Blackhawks                    | Edmonton Oil Kings (WCJHL)     |
| 27 | Tom Williams (AS)   | Canada      | New York Rangers                      | Hamilton Red Wings (OHA)       |
| 28 | Curt Ridley (P)     | Canada      | Boston Bruins                         | Portage Terriers (MJHL)        |

### Terzo giro
| #  | Giocatore            | Nazionalità | Squadra NHL                       | Squadra di provenienza          |
| -- | -------------------- | ----------- | --------------------------------- | ------------------------------- |
| 29 | Rich Leduc (C)       | Canada      | California Golden Seals           | Trois-Rivières Draveurs (QMJHL) |
| 30 | Ralph Hopiavouri (D) | Canada      | Toronto Maple Leafs               | Toronto Marlboros (OHA)         |
| 31 | Jim Cahoon (C)       | Canada      | Montreal Canadiens (da Vancouver) | ND Fighting Hawks (NCAA)        |
| 32 | Joe Noris (D)        | Stati Uniti | Pittsburgh Penguins               | Toronto Marlboros (OHA)         |
| 33 | Bill Hajt (D)        | Canada      | Buffalo Sabres                    | Saskatoon Blades (WCJHL)        |
| 34 | Vic Venasky (C)      | Canada      | Los Angeles Kings                 | Denver Pioneers (NCAA)          |
| 35 | Ron Wilson (D)       | Canada      | Minnesota North Stars             | Flin Flon Bombers (WCJHL)       |
| 36 | Glen Irwin (D)       | Canada      | Philadelphia Flyers               | Estevan Bruins (WCJHL)          |
| 37 | Gavin Kirk (C)       | Canada      | Toronto Maple Leafs               | Toronto Marlboros (OHA)         |
| 38 | John Garret (P)      | Canada      | St. Louis Blues                   | Peterborough Petes (OHA)        |
| 39 | Richard Lemieux (C)  | Canada      | Vancouver Canucks (da Montreal)   | Canadien Jr. de Montréal (OHA)  |
| 40 | Bob Peppler (AS)     | Canada      | Chicago Blackhawks                | St. Catharines B.Hawks (OHA)    |
| 41 | Terry West (C)       | Canada      | New York Rangers                  | London Knights (OHA)            |
| 42 | Dave Bonter (C)      | Canada      | Boston Bruins                     | Estevan Bruins (WCJHL)          |

### Quarto giro
| #  | Giocatore             | Nazionalità | Squadra NHL                       | Squadra di provenienza          |
| -- | --------------------- | ----------- | --------------------------------- | ------------------------------- |
| 43 | Hartland Monahan (AD) | Canada      | California Golden Seals           | Canadien Jr. de Montréal (OHA)  |
| 44 | George Hulme (P)      | Canada      | Detroit Red Wings                 | St. Catharines B.Hawks (OHA)    |
| 45 | Ed Sidebottom (D)     | Canada      | Montreal Canadiens (da Vancouver) | Estevan Bruins (WCJHL)          |
| 46 | Gerry Methe (AS)      | Canada      | Pittsburgh Penguins               | Oshawa Generals (OHA)           |
| 47 | Bob Richer (C)        | Canada      | Buffalo Sabres                    | Trois-Rivières Draveurs (QMJHL) |
| 48 | Neil Komadoski (D)    | Canada      | Los Angeles Kings                 | Winnipeg Monarchs (WCJHL)       |
| 49 | Mike Legge (AS)       | Canada      | Minnesota North Stars             | Winnipeg Monarchs (WCJHL)       |
| 50 | Ted Scharf (D)        | Canada      | Philadelphia Flyers               | Kitchener Rangers (OHA)         |
| 51 | Rick Cunningham (D)   | Canada      | Toronto Maple Leafs               | Peterborough Petes (OHA)        |
| 52 | Derek Harker (D)      | Canada      | St. Louis Blues                   | Edmonton Oil Kings (WCJHL)      |
| 53 | Greg Hubick (D)       | Canada      | Montreal Canadiens                | MN Duluth Bulldogs (NCAA)       |
| 54 | Clyde Simon (AD)      | Canada      | Chicago Black Hawks               | St. Catharines B.Hawks (OHA)    |
| 55 | Jerry Butler (AD)     | Canada      | New York Rangers                  | Hamilton Red Wings (OHA)        |
| 56 | Dave Hynes (AS)       | Stati Uniti | Boston Bruins                     | Harvard Crimson (ECAC)          |

### Quinto giro
| #  | Giocatore            | Nazionalità | Squadra NHL             | Squadra di provenienza         |
| -- | -------------------- | ----------- | ----------------------- | ------------------------------ |
| 57 | Ray Belanger (P)     | Canada      | California Golden Seals | Shawinigan Bruins (QMJHL)      |
| 58 | Earl Anderson (AD)   | Stati Uniti | Detroit Red Wings       | ND Fighting Hawks (NCAA)       |
| 59 | Mike McNiven (AS)    | Canada      | Vancouver Canucks       | Halifax Jr. Canadians (NSJHL)  |
| 60 | Dave Murphy (P)      | Canada      | Pittsburgh Penguins     | ND Fighting Hawks (NCAA)       |
| 61 | Steve Warr (D)       | Canada      | Buffalo Sabres          | Clarkson Golden Knights (ECAC) |
| 62 | Gary Crosby (C)      | Canada      | Los Angeles Kings       | Michigan Tech Huskies (NCAA)   |
| 63 | Brian McBratney (D)  | Canada      | Minnesota North Stars   | St. Catharines B.Hawks (OHA)   |
| 64 | Don McCullouch (D)   | Canada      | Philadelphia Flyers     | Niagara Falls Flyers (OHA)     |
| 65 | Bob Sykes (AS)       | Canada      | Toronto Maple Leafs     | Sudbury Wolves (NOJHL)         |
| 66 | Wayne Gibbs (D)      | Canada      | St. Louis Blues         | Calgary Centennials (WCJHL)    |
| 67 | Mike Busniuk (D)     | Canada      | Montreal Canadiens      | Denver Pioneers (NCAA)         |
| 68 | Dean Blais (AS)      | Stati Uniti | Chicago Black Hawks     | Minnesota Gophers (NCAA)       |
| 69 | Fraser Robertson (D) | Canada      | New York Rangers        | Lethbridge Sugar Kings (AJHL)  |
| 70 | Bert Scott (C)       | Canada      | Boston Bruins           | Edmonton Oil Kings (WCJHL)     |

### Sesto giro
| #  | Giocatore            | Nazionalità | Squadra NHL             | Squadra di provenienza           |
| -- | -------------------- | ----------- | ----------------------- | -------------------------------- |
| 71 | Gerry Egers (D)      | Canada      | California Golden Seals | Sudbury Wolves (NOJHL)           |
| 72 | Charlie Shaw (D)     | Canada      | Detroit Red Wings       | Toronto Marlboros (OHA)          |
| 73 | Tim Steeves (D)      | Canada      | Pittsburgh Penguins     | Charlottetown Royals (NBSHL)     |
| 74 | Ian Williams (AD)    | Canada      | Buffalo Sabres          | Notre Dame Fighting Irish (NCAA) |
| 75 | Pierre Duguay (C)    | Canada      | Los Angeles Kings       | Québec Remparts (QMJHL)          |
| 76 | Camille LaPierre (C) | Canada      | Minnesota North Stars   | Canadien Jr. de Montréal (OHA)   |
| 77 | Alan Globensky (D)   | Canada      | Philadelphia Flyers     | Canadien Jr. de Montréal (OHA)   |
| 78 | Yvon Bilodeau (D)    | Canada      | Toronto Maple Leafs     | Estevan Bruins (WCJHL)           |
| 79 | Mike Ruest (D)       | Canada      | Toronto Maple Leafs     | Cornwall Royals (QMJHL)          |
| 80 | Bernie Doan (D)      | Canada      | St. Louis Blues         | Calgary Centennials (WCJHL)      |
| 81 | Ross Butler (AS)     | Canada      | Montreal Canadiens      | Winnipeg Monarchs (WCJHL)        |
| 82 | Jim Johnston (C)     | Canada      | Chicago Black Hawks     | Wisconsin Badgers (NCAA)         |
| 83 | Wayne Wood (P)       | Canada      | New York Rangers        | Canadien Jr. de Montréal (OHA)   |
| 84 | Bob McMahon (D)      | Canada      | Boston Bruins           | St. Catharines B.Hawks (OHA)     |

### Settimo giro
| #  | Giocatore            | Nazionalità | Squadra NHL                     | Squadra di provenienza           |
| -- | -------------------- | ----------- | ------------------------------- | -------------------------------- |
| 85 | Al Simmons (D)       | Canada      | California Golden Seals         | Winnipeg Monarchs (WCJHL)        |
| 86 | Jim Nahrgang (D)     | Canada      | Detroit Red Wings               | Michigan Tech Huskies (NCAA)     |
| 87 | Bill Green (D)       | Stati Uniti | Vancouver Canucks               | Notre Dame Fighting Irish (NCAA) |
| 88 | Doug Elliott (D)     | Canada      | Pittsburgh Penguins             | Harvard Crimson (ECAC)           |
| 89 | Peter Harasym (AS)   | Canada      | Los Angeles Kings (da Buffalo)  | Clarkson Golden Knights (ECAC)   |
| 90 | Norm Dubé (AS)       | Canada      | Los Angeles Kings               | Sherbrooke Castors (QMJHL)       |
| 91 | Bruce Abbey (D)      | Canada      | Minnesota North Stars           | Peterborough Petes (OHA)         |
| 92 | Bobby Gerard (AD)    | Canada      | Philadelphia Flyers             | Regina Pats (WCJHL)              |
| 93 | Dale Smedsmo (AS)    | Stati Uniti | Toronto Maple Leafs             | Bemidji S. Beavers (NCAA)        |
| 94 | Dave Smith (D)       | Canada      | St. Louis Blues                 | Regina Pats (WCJHL)              |
| 95 | Peter Sullivan (C)   | Canada      | Montreal Canadiens              | Oshawa Generals (OHA)            |
| 96 | Doug Keeler (C)      | Canada      | New York Rangers (da Chicago)   | Ottawa 67's (OHA)                |
| 97 | Jean-Denis Royal (D) | Canada      | New York Rangers                | Saint-Jérôme Alouettes (QMJHL)   |
| 98 | Steve Johnson (D)    | Canada      | Toronto Maple Leafs (da Boston) | Verdun Maple Leafs (QMJHL)       |

### Ottavo giro
| #   | Giocatore          | Nazionalità | Squadra NHL                              | Squadra di provenienza        |
| --- | ------------------ | ----------- | ---------------------------------------- | ----------------------------- |
| 99  | Angus Beck (C)     | Canada      | California Golden Seals                  | Charlottetown Royals (NBSHL)  |
| 100 | Bob Boyd (D)       | Canada      | Detroit Red Wings                        | Michigan St. Spartans (NCAA)  |
| 101 | Norm Cherrey (AD)  | Canada      | Vancouver Canucks                        | Wisconsin Badgers (NCAA)      |
| 102 | Bob Murphy (AS)    | Canada      | Vancouver Canucks (da Pittsburgh)        | Cornwall Royals (QMJHL)       |
| 103 | Lorne Stamler (AS) | Canada      | Los Angeles Kings (da Buffalo)           | Michigan Tech Huskies (NCAA)  |
| 104 | Rod Lyons (AS)     | Canada      | California Golden Seals (da Los Angeles) | Halifax Colonels (NSJHL)      |
| 105 | Russ Friesen (C)   | Canada      | Minnesota North Stars                    | Hamilton Red Wings (OHA)      |
| 106 | Jerome Mrazek (P)  | Canada      | Philadelphia Flyers                      | MN Duluth Bulldogs (NCAA)     |
| 107 | Bob Burns (D)      | Canada      | Toronto Maple Leafs                      | Royal Military College (CIAU) |
| 108 | Jim Collins (AS)   | Canada      | St. Louis Blues                          | Flin Flon Bombers (WCJHL)     |
| 109 | Gene Sobchuk (AS)  | Canada      | New York Rangers                         | Regina Pats (WCJHL)           |

### Nono giro
| #   | Giocatore      | Nazionalità | Squadra NHL      | Squadra di provenienza      |
| --- | -------------- | ----------- | ---------------- | --------------------------- |
| 110 | Jim Ivison (D) | Canada      | New York Rangers | Brandon Wheat Kings (WCJHL) |

### Decimo giro
| #   | Giocatore         | Nazionalità | Squadra NHL      | Squadra di provenienza    |
| --- | ----------------- | ----------- | ---------------- | ------------------------- |
| 111 | André Peloffy (C) | Canada      | New York Rangers | Rosemont National (QMJHL) |

### Undicesimo giro
| #   | Giocatore       | Nazionalità | Squadra NHL      | Squadra di provenienza        |
| --- | --------------- | ----------- | ---------------- | ----------------------------- |
| 112 | Elston Evoy (C) | Canada      | New York Rangers | S.S. Marie Greyhounds (NOJHL) |

### Dodicesimo giro
| #   | Giocatore           | Nazionalità | Squadra NHL           | Squadra di provenienza     |
| --- | ------------------- | ----------- | --------------------- | -------------------------- |
| 113 | Mike Antonovich (C) | Stati Uniti | Minnesota North Stars | Minnesota Gophers (NCAA)   |
| 114 | Jerry McDonald (D)  | Canada      | New York Rangers      | Sherbrooke Castors (QMJHL) |

### Tredicesimo giro
| #   | Giocatore         | Nazionalità | Squadra NHL      | Squadra di provenienza        |
| --- | ----------------- | ----------- | ---------------- | ----------------------------- |
| 115 | Wayne Forsey (AS) | Canada      | New York Rangers | Swift Current Broncos (WCJHL) |

### Quattordicesimo giro
| #   | Giocatore        | Nazionalità | Squadra NHL      | Squadra di provenienza   |
| --- | ---------------- | ----------- | ---------------- | ------------------------ |
| 116 | Bill Forrest (D) | Canada      | New York Rangers | Hamilton Red Wings (OHA) |

### Quindicesimo giro
| #   | Giocatore      | Nazionalità | Squadra NHL      | Squadra di provenienza    |
| --- | -------------- | ----------- | ---------------- | ------------------------- |
| 117 | Rich Coutu (P) | Canada      | New York Rangers | Rosemont National (QMJHL) |